# Sankt Anna (naturreservat)
Sankt Anna är ett naturreservat i  Söderköpings kommun i Östergötlands län.
Området är naturskyddat sedan 1968 och är 1 168 hektar stort. Reservatet omfattar talrika kobbar och skär i den yttre delen av Sankt Annas skärgård. Kobbarna och skäret är mest kala klippor utan träd, men lite längre in finns ibland björk.